# Terneskjeret
Ne doit pas être confondu avec Terneskjeret (Fjell), Terneskjeret (Lindås) ou Terneskjeret (Masfjorden).
Terneskjeret est une île norvégienne du comté de Hordaland appartenant administrativement à Austevoll.

## Description
Rocheuse et désertique, elle s'étend sur environ 264 m de longueur pour une largeur approximative de 87 m.